# Chojin Taikei
Birdman Anthology (鳥人大系, Chojin Taikei) is een sciencefiction manga van Osamu Tezuka. Hij werd oorspronkelijk uitgegeven in SF Magazine van maart 1971 tot en met februari 1975.
De manga werd naar het Frans vertaald onder de titel Demain les oiseaux door Akata in december 2006. De titel refereert aan de roman City van Clifford D. Simak, in het Frans bekend als Demain les chiens.

## Verhaal
Met behulp van vogelachtige aliens kregen de aardse vogels in 1975 plots een verhoogde intelligentie en begonnen zij mensen aan te vallen. In de toekomst overheersen vogels de aarde en hebben zij de mensheid vervangen als dominant ras. Mensen worden door hen als vee behandeld. De vogels hebben hun eigen maatschappij met wetten, valuta, landen en een klassensysteem gecreëerd. Ironisch genoeg volgen de vogels hetzelfde maatschappelijke pad als de mensen ooit deden.
De vleesetende vogels en de vogels die insecten en granen eten, raken verwikkeld in een oorlog zonder einde. Wanneer de aliens de vogels zien vechten zoals de mensen voor hen deden, vragen ze zich af welk aards ras ze als volgende dominantie moeten geven.

## Hoofdstukken
1. Uroronka Domestica Ignis (ウロロンカ・ドメスティカ・イグニス, Uroronka Domestica Igunisu)
2. Raruz Fusukusu Ignis (ラルス・フスクス・イグニス, Raruz Fusukusu Igunisu)
3. Pyromanic Magpi (パイロマニアック・マグピー, Pairomanikku Magpi)
4. Long, Long Ago...So Blissful (むかしむかし……めでたしめでたし, Mukashi Mukashi……Medetashi Medetashi)
5. Oberon and Me (オーベロンと私, Oberon to Watashi)
6. Turudos Merura Sapiens (Black Bird) (トゥルドス・メルラ・サピエンス(ブラック・バード), Turudosu Merura Sapiensu (Burakku Bado))
7. On Roteshia (ローデシアにて, Roteshia Ni te)
8. Spokesman (スポークスマン, Supokusuman)
9. The Dobludo Assessment Committee's Appeal (ドゥブルゥド査定委員会への要請, Duburudo Sateiiin e no Yosei)
10. Uzuragaoka (うずらが丘)
11. Kuropatia Hitiarumu (クロパティア・ピティアルム)
12. Pororo Story (ポロロ伝, Pororo Den)
13. Mutant (ミュータント, Myutanto)
14. Falco Chinnuncruz Morutsus (ファルコ・チンヌンクルス・モルツス, Faruko Chinnunkurusu Morutsusu)
15. Red Beak Party (赤嘴党, Akaishito)
16. Kamone no Jongalasan (カモメのジョンガラサン, Kamone no Jongalasan)
17. Blue Human (ブルー・ヒューマン, Buru Hyuman)
18. The Ballad of Rap and Wilta (ラップとウィルダのバラード, Rapu to Wiruta no Barado)
19. Dobludo's Assessment Committee Disciplinary Motion (ドゥブルゥドへの査定委員会懲罰動議, Duburudo no Duburudo Sateiiin e Chobatsu Dogi)